# Каласанс, Иосиф де
Иосиф де Каласа́нс, Иосиф Каласа́нский, Хосе де Каласанс Маркес (исп. José de Calasanz Marqués; 11 сентября 1556, Перальта-де-ла-Сал, Королевство Арагон — 25 августа 1648[…], Рим, Папская область) — католический святой, священник, педагог, основатель ордена пиаристов (пиаров).

## Биография
Иосиф родился в большой семье, в которой был младшим из восьми детей. Получил хорошее образование, учился в Лериде, Алькале и Валенсии. В 1583 году был рукоположён в священники, а в 1592 году получил звание доктора богословия. В том же году Иосиф покинул Испанию и отправился в Рим. В 1595 году во время эпидемии чумы ухаживал за больными.
Иосиф решил посвятить себя делу образования молодёжи. В 1597 году он открыл в Риме при церкви св. Доротеи первую в Европе бесплатную общеобразовательную школу. Через несколько лет при школе образовалось братство, утверждённое в 1602 году папой Климентом VIII. В 1617 году это братство получило статус монашеской конгрегации, а в 1621 году — монашеского ордена, получившего имя орден пиаристов.
Деятельность ордена касалась обучения детей и юношества, помимо трёх монашеских обетов (целомудрия, бедности и покорности начальству) пиаристы приносили специальный обет, клянясь посвятить себя делу образования народа.
После образования ордена св. Иосиф был назначен настоятелем ордена сначала на 9 лет, а в 1632 году — пожизненно. В 1642 году св. Иосиф предстал перед церковным судом по обвинению в гелиоцентризме, и в 1643 был отстранён от руководства орденом. В 1646 году в ордене разразилась серия педерастических скандалов, в частности в неаполитанском отделе ордена, и орден был распущен. В дальнейшем орден был восстановлен с пониженным статусом монашеской конгрегации, и полностью восстановлен только в 1669 году.
Св. Иосиф стойко выдерживал бедствия, обрушившиеся на орден, веря в его возрождение, которое и случилось к концу его жизни. В середине XVII века пиары вновь стали орденом, насчитывающим 6 провинций, 37 монастырей с более чем 500 монахами.
Главные заслуги св. Иосифа де Каласанса в области образования — введение в программу обучения новых предметов, в частности, чистописания и родного языка; введение концепции разделения на классы, отмена телесных наказаний в школах, строгий контроль за профессиональным уровнем учителей. Иосиф подчёркивал, что цель настоящего учителя не только умственное, но и нравственное развитие учащихся, что может быть достигнуто лишь при уважительном отношении к ученикам.

## Произведения
Перу св. Иосифа принадлежит конституция ордена пиаристов, детский катехизис, а также обширная переписка, в которой он излагал свои педагогические взгляды.

## Прославление
В 1748 году папа Бенедикт XIV беатифицировал Иосифа, в 1767 году папа Климент XIII канонизировал его. В 1948 году папа Пий XII провозгласил его покровителем христианских школ и христианского образования.
Св. Иосиф изображён на известной картине Ф. Гойи «Последнее причастие Иосифа де Каласанса».
День памяти в Католической церкви — 25 августа.